# 12374 Rakhat
12374 Rakhat è un asteroide della fascia principale. Scoperto nel 1994, presenta un'orbita caratterizzata da un semiasse maggiore pari a 2,5520385 UA e da un'eccentricità di 0,3057360, inclinata di 8,97941° rispetto all'eclittica.
È stato così chiamato con riferimento al romanzo The Sparrow di Mary Doria Russell, in cui viene scoperta la prima forma di vita extraterrestre su un pianeta chiamato Rakhat.